# Entalpía
La entalpía (del griego ἐνθάλπειν enthálpein «agregar calor»; formado por ἐν- en- y θάλπειν thálpein «calentar») es una magnitud termodinámica, simbolizada con la letra H mayúscula, definida como «el flujo de energía térmica en los procesos químicos efectuados a presión constante cuando el único trabajo es de presión-volumen», es decir, la cantidad de energía que un sistema intercambia con su entorno. El término entalpía fue acuñado por el físico neerlandés Heike Kamerlingh Onnes, su uso en se documenta por escrito por primera vez en 1909, en un artículo de J. P. Dalton "Researches on the Joule-Kelvin-effect, especially at low temperatures".
En la historia de la termodinámica se han utilizado distintos términos para denotar lo que hoy conocemos como «entalpía». Originalmente se pensó que esta palabra fue creada por Émile Clapeyron y Rudolf Clausius a través de la publicación de la relación de Clausius-Clapeyron en The Mollier Steam Tables and Diagrams de 1927, pero el primero que definió y utilizó el término «entalpía» fue el neerlandés Heike Kamerlingh Onnes, a principios del siglo XX.
En palabras más concretas, es una función de estado de la termodinámica donde la variación permite expresar la cantidad de calor puesto en juego durante una transformación isobárica, es decir, a presión constante en un sistema termodinámico, teniendo en cuenta que todo objeto conocido se puede entender como un sistema termodinámico. Se trata de una transformación en el curso de la cual se puede recibir o aportar energía (por ejemplo la utilizada para un trabajo mecánico). En este sentido la entalpía es numéricamente igual al calor intercambiado con el ambiente exterior al sistema en cuestión.
Dentro del Sistema Internacional de Unidades, la entalpía se mide habitualmente en julios que, en principio, se introdujo como unidad de trabajo.
El caso más típico de entalpía es la llamada entalpía termodinámica. De esta cabe distinguir la función de Gibbs, que se corresponde con la entalpía libre, mientras que la entalpía molar es aquella que representa un mol de la sustancia constituyente del sistema.

## Entalpía termodinámica
La entalpía (simbolizada generalmente como H, también llamada contenido de calor, y calculada en julios en el sistema internacional de unidades o también en kcal o, si no, dentro del sistema anglosajón: BTU), es una función de estado extensiva, que se define como la transformada de Legendre de la energía interna con respecto del volumen.

### Derivación
El principio de estado establece que la ecuación fundamental de un sistema termodinámico puede expresarse, en su representación energética, como:
{\displaystyle U=h(S,V,\{N_{i}\})\,}
donde U es la energía interna, S es la entropía, V el volumen y {\displaystyle N_{i}} la composición química del sistema. 
Para aquellos casos en los que se desee, sin perder información sobre el sistema, expresar la ecuación fundamental en términos de la entropía, la composición y la presión en vez del volumen, se aplica la siguiente transformada de Legendre a la ecuación fundamental:
{\displaystyle U(S,P,\{N_{i}\})=U(S,V,\{N_{i}\})-V\left({\frac {\partial U}{\partial V}}\right)_{S,\{N_{i}\}}=H(S,P,\{N_{i}\})\,}
y como
{\displaystyle P=\,-\left({\frac {\partial U}{\partial V}}\right)_{S,\{N_{i}\}}\,}
es la presión del sistema, se define la entalpía como:
{\displaystyle H=U+PV\,\!}
donde U es la energía interna, p es la presión, y V es el volumen del sistema; pV a veces se denomina energía de presión ƐP.
La entalpía es una propiedad extensiva; es proporcional al tamaño del sistema (para sistemas homogéneos). Como propiedades intensivas, la entalpía específica h = Hm está referenciada a una unidad de masa m del sistema, y la entalpía molar Hm es Hn, donde n es el número de moles. Para sistemas no homogéneos la entalpía es la suma de las entalpías de los subsistemas componentes:
{\displaystyle H=\sum _{k}H_{k},}
donde
- H es la entalpía total de todos los subsistemas,
- k se refiere a los distintos subsistemas,
- Hk se refiere a la entalpía de cada subsistema.

Un sistema cerrado puede estar en equilibrio termodinámico en un campo gravitatorio estático, de modo que su presión p varía continuamente con la altitud, mientras que, debido al requisito de equilibrio, su temperatura T es invariante con la altitud. (Correspondientemente, la densidad de energía potencial gravitatoria del sistema también varía con la altitud). Entonces la suma de entalpías se convierte en una integral:
{\displaystyle H=\int (\rho h)\,dV,}
donde
- ρ ("rho") es la densidad (masa por unidad de volumen),
- h es la entalpía específica (entalpía por unidad de masa),
- (ρh) representa la densidad de entalpía (entalpía por unidad de volumen),
- dV denota un infinitesimal pequeño elemento de volumen dentro del sistema, por ejemplo, el volumen de una capa horizontal infinitesimalmente delgada, la integral por lo tanto representa la suma de las entalpías de todos los elementos del volumen.

La entalpía de un sistema homogéneo cerrado es función de su energía H(S,p), con su entropía S[p] y su presión p como variables naturales de estado que proporcionan una relación diferencial para {\displaystyle dH} de la forma más simple, derivada de la siguiente manera. Partimos de la primera ley de la termodinámica para sistemas cerrados para un proceso infinitesimal:
{\displaystyle dU=\delta Q-\delta W,}
donde
- 𝛿Q es una pequeña cantidad de calor añadida al sistema,
- 𝛿W es una pequeña cantidad de trabajo realizado por el sistema.

En un sistema homogéneo en el que sólo se consideran procesos reversibles o transferencia de calor pura, la segunda ley de la termodinámica da 𝛿Q = T dS, siendo T la temperatura absoluta y dS el cambio infinitesimal en entropía. S del sistema. Además, si sólo se realiza trabajo pV, 𝛿W = p dV. Como resultado,
{\displaystyle dU=T\,dS-p\,dV.}
Sumando d(pV) a ambos lados de esta expresión se obtiene
{\displaystyle dU+d(pV)=T\,dS-p\,dV+d(pV),}
o
{\displaystyle d(U+pV)=T\,dS+V\,dp.}
Así que
{\displaystyle dH(S,p)=T\,dS+V\,dp.}
y los coeficientes de las variables naturales diferenciales {\displaystyle dS} y {\displaystyle dp} son sólo las variables simples {\displaystyle T} y {\displaystyle V}.

### Principio de mínima entalpía
El segundo principio de la termodinámica, que afirma que todo estado de equilibrio es un estado de entropía máxima, se convierte en el principio de mínima energía en la representación energética del sistema. Ese principio se traslada a la representación entálpica invariable: el sistema alcanzará el estado de equilibrio cuando, para una presión dada, los parámetros termodinámicos varíen de tal forma que la entalpía del sistema sea la mínima posible.

### Corolarios
Sea un sistema que se deja evolucionar a presión constante sin variar su composición. Diferenciando la entalpía:
{\displaystyle dH=dU+PdV+VdP\,}
y como
{\displaystyle dU=TdS-PdV+\sum _{i=1}^{r}\mu _{i}dN_{i}\,}
se tiene que:
{\displaystyle dH=TdS-PdV+\sum _{i=1}^{r}\mu _{i}dN_{i}+PdV+VdP\,}
Ahora bien, si la transformación es a presión constante ({\displaystyle dP=0}) y la composición no varía ({\displaystyle dN=0}), se tiene:
{\displaystyle dH=TdS\,}
Si se asocia la variación de entalpía a un proceso reversible, se puede identificar TdS con el calor intercambiado. En ese caso, se puede interpretar la entalpía como el calor intercambiado por el sistema a presión constante. Es importante recalcar que la definición dH=TdS es estrictamente exacta para P=cte y N=cte; su identificación como calor intercambiado depende de que el proceso sea reversible. Si no lo es, dH=TdS seguirá siendo cierto, pero no lo será el hecho de que TdS es calor.
Como muchas reacciones químicas se producen a presión constante y la materia se conserva (no hay variación en la cantidad de especies atómicas), la entalpía es muy comúnmente empleada como marcador energético en las reacciones químicas: el calor liberado o absorbido por la reacción se interpreta como una variación de entalpía.
La presencia del término de presión también permite emplear la entalpía como marcador energético en aquellos ramos en los que las diferencias de presión a volumen constante sean relevantes. Así ocurre por ejemplo en los análisis de ciclos de gas, donde la entalpía se usa como variable termodinámica energética porque permite agrupar términos de presión y de energía interna de forma más compacta.

### Relaciones
{\displaystyle h_{2}-h_{1}=C_{p}(T_{2}-T_{1})\,}
Donde tenemos las entalpías por unidad de masa, calor específico a presión constante y la variación de la temperatura que se haya sufrido. Esta fórmula es válida siempre y cuando {\displaystyle C_{p}} sea constante para el intervalo de temperatura al que se somete el sistema de estudio.

## Otras expresiones
La expresión anterior de dH en términos de entropía y presión puede resultar desconocida para algunos lectores. También existen expresiones en términos de variables más directamente medibles como la temperatura y la presión:: 88 
{\displaystyle dH=C_{p}\,dT+V(1-\alpha T)\,dp.}
Aquí Cp es la capacidad calorífica a presión constante y α es el coeficiente de expansión térmica (cúbica):
{\displaystyle \alpha ={\frac {1}{V}}\left({\frac {\partial V}{\partial T}}\right)_{p}.}
Con esta expresión se puede, en principio, determinar la entalpía si se conocen Cp y V como funciones de p y T. Sin embargo la expresión es más complicada que {\displaystyle dH=T\,dS+V\,dp} porque T no es una variable natural para la entalpía H.
A presión constante, {\displaystyle dP=0} de modo que {\displaystyle dH=C_{p}\,dT.} Para un gas ideal, {\displaystyle dH} se reduce a esta forma aunque el proceso implique un cambio de presión, porque αT = 1,.
En una forma más general, la primera ley describe la energía interna con términos adicionales que involucran el potencial químico y el número de partículas de varios tipos. El enunciado diferencial para dH se convierte entonces en
{\displaystyle dH=T\,dS+V\,dp+\sum _{i}\mu _{i}\,dN_{i},}
donde μi es el potencial químico por partícula para una partícula de tipo i, y Ni es el número de tales partículas. El último término también puede escribirse como μi dni. (siendo dni el número de moles del componente i añadido al sistema y, en este caso, μi el potencial químico molar) o como μi  dmi (siendo dmi la masa del componente i añadido al sistema y, en este caso, μi el potencial químico específico).

### Funciones características y variables naturales de estado
La entalpía, H(S[p], p, {Ni}), expresa la termodinámica de un sistema en la representación energética. Como Función de estado, sus argumentos incluyen tanto una variable de estado intensiva como varias extensivas. Las variables de estado S[p], p, y {mset}} se dice que son las variables naturales de estado en esta representación. Son adecuadas para describir procesos en los que están determinadas por factores del entorno. Por ejemplo, cuando un paquete virtual de aire atmosférico se desplaza a una altitud diferente, la presión que lo rodea cambia, y el proceso suele ser tan rápido que hay muy poco tiempo para la transferencia de calor. Esta es la base de la llamada  aproximación adiabática que se utiliza en meteorología.
Conjugada con la entalpía, con estos argumentos, la otra función de estado característica de un sistema termodinámico es su entropía, como función, S[p](H, p, {Ni}), de la misma lista de variables de estado, excepto que la entropía, S[p], se sustituye en la lista por la entProceso adiabático| alpía, H. Expresa la representación de entropía. Se dice que las variables de estado H, p, y {Ni} son las variables de estado naturales en esta representación. Son adecuadas para describir procesos en los que se controlan experimentalmente. Por ejemplo, H y p pueden controlarse permitiendo la transferencia de calor, y variando sólo la presión externa sobre el pistón que fija el volumen del sistema.

## Entalpía química
Para una reacción exotérmica a presión constante, la variación de entalpía del sistema es igual a la energía liberada en la reacción, incluyendo la energía conservada por el sistema y la que se pierde a través de la expansión contra el entorno (es decir que cuando la reacción es exotérmica la variación de entalpía del sistema es negativa). Análogamente, para una  reacción endotérmica, la variación de entalpía del sistema es igual a la energía absorbida durante la reacción, incluyendo la energía perdida por el sistema y la ganada a través de la expansión contra el entorno (en las reacciones endotérmicas el cambio de entalpía es positivo para el sistema, porque gana calor).
La entalpía total de un sistema no puede ser medida directamente; en cambio, la variación de entalpía de un sistema sí puede ser medida. 
La variación de entalpía ({\displaystyle \Delta H}) se define mediante la siguiente ecuación:
{\displaystyle \Delta H=H_{\rm {final}}-H_{\rm {inicial}}\,\!}
Donde:
- {\displaystyle H_{\rm {final}}} es la entalpía final del sistema. En una reacción química, {\displaystyle H_{\rm {final}}} es la entalpía de los productos.
- {\displaystyle H_{\rm {inicial}}} es la entalpía inicial del sistema. En una reacción química, {\displaystyle H_{\rm {inicial}}} es la entalpía de los reactivos.

La mayor utilidad de la entalpía se obtiene para analizar reacciones que incrementan el volumen del sistema cuando la presión se mantiene constante por contacto con el entorno, provocando que se realice un trabajo mecánico sobre el entorno y una pérdida de energía. E inversamente en reacciones que causan una reducción en el volumen debido a que el entorno realiza un trabajo sobre el sistema y se produce un incremento en la energía interna del sistema.
La entalpía de reacción ({\displaystyle \Delta _{\rm {r}}H}) es la energía asociada a una reacción, y viene dada por la suma de las entalpías de formación de los productos menos la de los reactivos según sus coeficientes estequiométricos (n), siendo las entalpías de formación de los elementos en su estado natural iguales a cero.
{\displaystyle \Delta _{\rm {r}}H=\sum _{\rm {p}}n_{\rm {p}}\Delta _{\rm {f}}H_{\rm {p}}-\sum _{\rm {r}}n_{\rm {r}}\Delta _{\rm {f}}H_{\rm {r}}}
Donde:
- {\displaystyle n_{\rm {p}}} es el coeficiente estequiométrico de los productos.
- {\displaystyle n_{\rm {r}}} es el coeficiente estequiométrico de los reactivos.
- {\displaystyle \Delta _{\rm {f}}H_{\rm {p}}} es la entalpía de formación de los productos.
- {\displaystyle \Delta _{\rm {f}}H_{\rm {r}}} es la entalpía de formación de los reactivos.

## Entalpía estándar o normal
La variación de la entalpía estándar (denotada como H0 o HO) es la variación de entalpía que ocurre en un sistema cuando una unidad equivalente de materia se transforma mediante una reacción química bajo condiciones normales o estándar. Sus unidades son los kJ/mol en el sistema internacional.
Una variación de la entalpía estándar de una reacción común es la variación de la entalpía estándar de formación, que ha sido determinada para una gran cantidad de sustancias. La variación de entalpía de cualquier reacción bajo cualesquiera condiciones se puede computar, obteniéndose la variación de entalpía de formación de todos los reactivos y productos. Otras reacciones con variaciones de entalpía estándar son la combustión (variación de la entalpía estándar de combustión) y la neutralización (variación de la entalpía estándar de neutralización).

## Otros usos
En magnetohidrodinámica se tratan de aprovechar las diferencias de entalpía para generar, con utilidad práctica, electricidad.